# Wolfenstein (série de jeux vidéo)
Pour les articles homonymes, voir Wolfenstein.
Wolfenstein est une série de jeux vidéo prenant place durant la Seconde Guerre mondiale, à l'origine développée par Muse Software.
Sorti en 1992, le troisième jeu de la série, Wolfenstein 3D, a été développé par id Software et est largement considéré comme ayant contribué à populariser le genre du jeu de tir à la première personne.
En 2001, la série subit un reboot avec l'opus Return to Castle Wolfenstein, développé par Gray Matter Interactive. Wolfenstein, développé par Raven Software et sorti en 2009, en sera la suite chronologique et la continuité des événements.
En 2014, le développeur MachineGames décide de relancer la série avec Wolfenstein: The New Order puis en 2015 Wolfenstein: The Old Blood qui en sera la préquelle. Ensuite sortira Wolfenstein II: The New Colossus, suite directe de The New Order puis enfin, le dernier opus sorti est Wolfenstein: Youngblood commercialisé dès fin juillet 2019.

## Principe
La majorité des jeux propose d'incarner le personnage William "B.J." Blazkowicz combattant contre les nazis. Sergent dans les US Army Rangers, il est ensuite recruté en tant qu'agent secret pour l'OSA (Office of Secret Actions) (Bureau des Opérations Secrètes ou B.O.S en français) et est chargé d'enquêter sur des rumeurs d'activité occulte du Troisième Reich.
The New Order, le neuvième opus, est une histoire alternative à la réalité, prenant place dans un monde uchronique où les nazis ont gagné la Seconde Guerre mondiale. Les jeux Wolfenstein II: The New Colossus et Wolfenstein: Youngblood sont la suite de cette uchronie, tandis que Wolfenstein: The Old Blood en est une préquelle.

## Listes des jeux
| Titre                            | Année | Développeur(s)                                         | Plate(s)-forme(s)                                                 | Plate(s)-forme(s)                                                        | Plate(s)-forme(s)    |
| -------------------------------- | ----- | ------------------------------------------------------ | ----------------------------------------------------------------- | ------------------------------------------------------------------------ | -------------------- |
| Titre                            | Année | Développeur(s)                                         | Console                                                           | Ordinateur                                                               | Mobile               |
| Castle Wolfenstein               | 1981  | Muse Software                                          | /                                                                 | Apple II - MS-DOS - Atari 400/800 - Commodore 64                         | /                    |
| Beyond Castle Wolfenstein        | 1984  | Muse Software                                          | /                                                                 | Apple II - MS-DOS - Atari 400/800 - Commodore 64                         | /                    |
| Wolfenstein 3D                   | 1992  | id Software                                            | SNES - Atari Jaguar - 3DO - GBA - PS3 & Xbox 360 (téléchargement) | MS-DOS - Archimedes - Mac OS - Apple IIGS - Amiga 1200 - PC-98 - Windows | Java ME              |
| Spear of Destiny                 | 1992  | id Software                                            | /                                                                 | MS-DOS - Windows                                                         | iOS                  |
| Return to Castle Wolfenstein     | 2001  | Gray Matter Interactive, Nerve Software, Splash Damage | PS2 - Xbox                                                        | Windows - Linux - MorphOS                                                | /                    |
| Wolfenstein: Enemy Territory     | 2003  | Splash Damage                                          | /                                                                 | Windows - Linux - OS X                                                   | /                    |
| Wolfenstein RPG                  | 2008  | Fountainhead Entertainment                             | /                                                                 | /                                                                        | iOS - Java ME - BREW |
| Wolfenstein                      | 2009  | Raven Software, Endrant Studios, Blur Studio           | PS3 - Xbox 360                                                    | Windows                                                                  | /                    |
| Wolfenstein 1-D                  | 2011  | Adobe Flash                                            | /                                                                 | Windows                                                                  | /                    |
| Wolfenstein: The New Order       | 2014  | MachineGames                                           | PS3 - PS4 - Xbox 360 - Xbox One                                   | Windows                                                                  | /                    |
| Wolfenstein: The Old Blood       | 2015  | MachineGames                                           | PS4 - Xbox One                                                    | Windows                                                                  | /                    |
| Wolfenstein II: The New Colossus | 2017  | MachineGames                                           | PS4 - Xbox One - Nintendo Switch                                  | Windows                                                                  | /                    |
| Wolfenstein: Youngblood          | 2019  | MachineGames                                           | PS4 - Xbox One - Nintendo Switch                                  | Windows                                                                  | /                    |
| Wolfenstein: Cyberpilot          | 2019  | MachineGames, Arkane Studios                           | PS4 (PlayStation VR)                                              | Windows                                                                  | /                    |

### Jeux liés
- Commander Keen (1990) :
- Doom II: Hell on Earth (1994) :
- Super 3D Noah's Ark (1994) :
- Rise of the Triad: Dark War (1995) :
- Enemy Territory: Quake Wars (2007) :

## Univers

### Personnages principaux
| Castle Wolfenstein (1981) | Beyond Castle Wolfenstein (1984) | Wolfenstein 3D (1992)     | Spear of Destiny (1992)   | Return to Castle Wolfenstein (2001) | Wolfenstein: Enemy Territory (2003) | Wolfenstein RPG (2008)    | Wolfenstein (2009)        | Wolfenstein 1-D (2011)    | Wolfenstein: The New Order (2014) | Wolfenstein: The Old Blood (2015) | Wolfenstein II: The New Colossus (2017) | Wolfenstein: Youngblood (2019) |
| ------------------------- | -------------------------------- | ------------------------- | ------------------------- | ----------------------------------- | ----------------------------------- | ------------------------- | ------------------------- | ------------------------- | --------------------------------- | --------------------------------- | --------------------------------------- | ------------------------------ |
| Alliés                    |                                  |                           |                           |                                     |                                     |                           |                           |                           |                                   |                                   |                                         |                                |
| ?                         | ?                                | William Joseph Blazkowicz | William Joseph Blazkowicz | William Joseph Blazkowicz           | William Joseph Blazkowicz           | William Joseph Blazkowicz | William Joseph Blazkowicz | William Joseph Blazkowicz | William Joseph Blazkowicz         | William Joseph Blazkowicz         | William Joseph Blazkowicz               | William Joseph Blazkowicz      |
|                           |                                  |                           | Directeur OSA             | Directeur OSA                       |                                     |                           | Directeur OSA             |                           |                                   |                                   |                                         |                                |
|                           |                                  |                           |                           | Richard Wesley                      |                                     |                           |                           |                           |                                   | Richard Wesley                    |                                         |                                |
|                           |                                  |                           |                           | Ludwig Kessler                      |                                     |                           |                           |                           |                                   | Ludwig Kessler                    |                                         |                                |
|                           |                                  |                           |                           | Jack Stone                          |                                     |                           | Jack Stone                |                           |                                   |                                   |                                         |                                |
|                           |                                  |                           |                           |                                     |                                     |                           | Caroline Becker           |                           | Caroline Becker                   |                                   | Caroline Becker                         |                                |
|                           |                                  |                           |                           |                                     |                                     |                           | Erik Engle                |                           |                                   |                                   |                                         |                                |
|                           |                                  |                           |                           |                                     |                                     |                           |                           |                           | Fergus Reid                       |                                   |                                         |                                |
|                           |                                  |                           |                           |                                     |                                     |                           |                           |                           | Probst Wyatt III                  |                                   | Probst Wyatt III                        |                                |
|                           |                                  |                           |                           |                                     |                                     |                           |                           |                           | Anya Oliwa                        |                                   | Anya Oliwa/Blazkowicz                   | Anya Oliwa/Blazkowicz          |
|                           |                                  |                           |                           |                                     |                                     |                           |                           |                           | Set Roth                          |                                   | Set Roth                                |                                |
|                           |                                  |                           |                           |                                     |                                     |                           |                           |                           | Max Hass                          |                                   | Max Hass                                |                                |
|                           |                                  |                           |                           |                                     |                                     |                           |                           |                           | Bombate                           |                                   | Bombate                                 |                                |
|                           |                                  |                           |                           |                                     |                                     |                           |                           |                           |                                   |                                   | Grace Walker                            |                                |
|                           |                                  |                           |                           |                                     |                                     |                           |                           |                           |                                   |                                   |                                         | Jess Blazkowicz                |
|                           |                                  |                           |                           |                                     |                                     |                           |                           |                           |                                   |                                   |                                         | Soph Blazkowicz                |
|                           |                                  |                           |                           |                                     |                                     |                           |                           |                           |                                   |                                   |                                         | Abby Walker                    |
| Ennemis                   |                                  |                           |                           |                                     |                                     |                           |                           |                           |                                   |                                   |                                         |                                |
|                           |                                  |                           |                           | Wilhelm Strasse                     |                                     |                           | Wilhelm Strasse           |                           | Wilhelm Strasse                   |                                   |                                         |                                |
|                           |                                  | Hans Grösse               |                           |                                     |                                     |                           | Hans Grösse               |                           |                                   | Hans Grösse                       |                                         |                                |
|                           |                                  | Doctor Schabbs            |                           |                                     |                                     |                           |                           |                           |                                   |                                   |                                         |                                |
|                           |                                  | Adolf Hitler              |                           |                                     |                                     |                           |                           |                           |                                   |                                   | Adolf Hitler                            |                                |
|                           |                                  | Otto Giftmacher           |                           |                                     |                                     |                           |                           |                           |                                   |                                   |                                         |                                |
|                           |                                  | Gretel Grösse             |                           |                                     |                                     |                           |                           |                           |                                   |                                   |                                         |                                |
|                           |                                  | General Fettgesicht       |                           |                                     |                                     |                           |                           |                           |                                   |                                   |                                         |                                |
|                           |                                  |                           | Trans Grösse              |                                     |                                     |                           |                           |                           |                                   |                                   |                                         |                                |
|                           |                                  |                           | Barnacle Wilhelm          |                                     |                                     |                           |                           |                           |                                   |                                   |                                         |                                |
|                           |                                  |                           | Übermutant                |                                     |                                     |                           |                           |                           |                                   |                                   |                                         |                                |
|                           |                                  |                           | Death Knight              |                                     |                                     |                           |                           |                           |                                   |                                   |                                         |                                |
|                           |                                  |                           | Angel of Death            |                                     |                                     |                           |                           |                           |                                   |                                   |                                         |                                |
|                           |                                  |                           |                           |                                     |                                     |                           |                           |                           | Irene Engel                       |                                   | Irene Engel                             |                                |
| Autres                    |                                  |                           |                           |                                     |                                     |                           |                           |                           |                                   |                                   |                                         |                                |
|                           |                                  |                           |                           |                                     |                                     |                           | Leonid Alexandrov         |                           | Roman Targonski                   |                                   | Sigfried Engel                          |                                |
|                           |                                  |                           |                           |                                     |                                     |                           | Sergei Kovlov             |                           | Olenka Targonski                  |                                   |                                         |                                |

### Lieux d'action
En théorie la plupart des lieux se situent dans le Troisième Reich, ici sont les pays actuels.
| Jeux + années                                                                      | Pays                           | Villes                                                                |
| ---------------------------------------------------------------------------------- | ------------------------------ | --------------------------------------------------------------------- |
| Castle Wolfenstein, Beyond Castle Wolfenstein, Wolfenstein 3D, RtCW, The Old Blood | Troisième Reich                |                                                                       |
| Wolfenstein: The New Order                                                         | Allemagne (eaux territoriales) | Mer Baltique                                                          |
| Wolfenstein: The New Order                                                         | Pologne                        | Maławieś                                                              |
| Wolfenstein: The New Order                                                         | Pologne                        | Szczecin                                                              |
| Wolfenstein: The New Order                                                         | Pologne et Allemagne           | Train de nuit (de Szczecin à Berlin)                                  |
| Wolfenstein: The New Order                                                         | Allemagne                      | Berlin                                                                |
| Wolfenstein: The New Order                                                         | Royaume-Uni                    | Écosse et un peu Angleterre                                           |
| Wolfenstein II: The New Colossus                                                   | États-Unis                     | New York, Roswell, Mesquite, Nouvelle-Orléans Washington, Los Angeles |
| Wolfenstein: Youngblood                                                            | France                         | Paris                                                                 |

| Château Wolfenstein |